# Список кардиналов, возведённых папой римским Юлием II

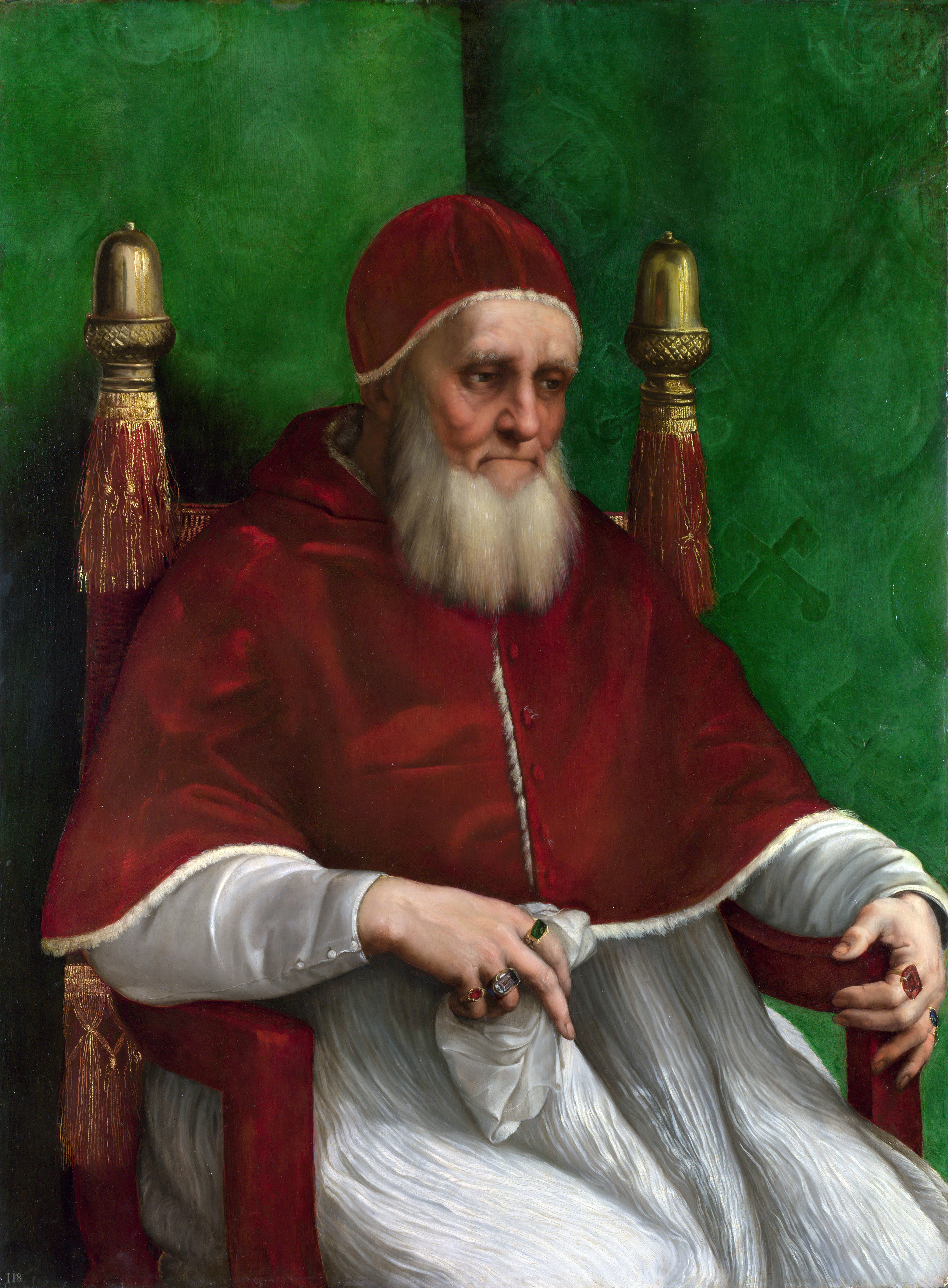
Папа Юлий II

Кардиналы, возведённые Папой римским Юлием II — 27 прелатов, клириков и мирян были возведены в сан кардинала на шести Консисториях за почти десятилетний понтификат Юлия II.
Самыми большими консисториями были Консистории от 1 декабря 1505 года и от 10 марта 1511 года, на которых было назначено по девять кардиналов.

## Консистория от 29 ноября 1503 года
- Клементе Гроссо делла Ровере, O.F.M.Conv., племянник Его Святейшества, епископ Манда, во Франции (Папская область);
- Галеотто Франчотти делла Ровере, племянник Его Святейшества, епископ Лукки (Папская область);
- Франсуа-Гийом де Кастельно де Клермон-Людев, архиепископ Нарбонны (королевство Франция);
- Хуан де Суньига-и-Пиментель, архиепископ Севильи (королевство Кастилия).

## Консистория от 1 декабря 1505 года
- Марко Виджерио делла Ровере, O.F.M.Conv., епископ Сенигаллии, губернатор замка Святого Ангела, в Риме (Папская область);
- Робер Гибе, епископ Ренна (королевство Франция);
- Леонардо Гроссо делла Ровере, епископ Ажена, во Франции (Папская область);
- Антонио Ферреро, епископ Губбьо, магистр Папского двора (Папская область);
- Франческо Алидози, епископ Павии, казначей Его Святейшества (Папская область);
- Габриэле де Габриэлли, епископ Урбино (Папская область);
- Фацио Джованни Сантори, епископ Чезены, датарий Его Святейшества (Папская область);
- Карло Доменико дель Карретто, титулярный архиепископ Тебе, апостольский нунций во Франции (Папская область);
- Сиджизмондо Гонзага, апостольский протонотарий (Папская область).

## Консистория от 18 декабря 1506 года
- Жан-Франсуа де Ла Тремуй, архиепископ Оша (королевство Франция);
- Рене де Прие, епископ Байё (королевство Франция);
- Луи д’Амбуаз, епископ Альби (королевство Франция).

## Консистория от мая 1507 года
- Франсиско Хименес де Сиснерос, O.F.M.Obs., архиепископ Севильи (королевство Кастилия).

## Консистория от 11 сентября 1507 года
- Систо Гара делла Ровере, племянник Его Святейшества (Папская область).

## Консистория от 10 марта 1511 года
- Кристофер Бейнбридж, посол короля Англии, архиепископ Йоркский (королевство Англия);
- Антонио Мария Чокки дель Монте, аудитор Апостольской Палаты и Трибунала Священной Римской Роты, архиепископ Манфредонии (Папская область);
- Пьетро Аккольти, епископ Анконы и Уманы, викарий Его Святейшества для Рима, аудитор Трибунала Священной Римской Роты, апостольский нунций во Флоренции (Папская область);
- Акилле Грасси, епископ Читта ди Кастелло, аудитор Трибунала Священной Римской Роты (Папская область);
- Франческо Арджентино, епископ Конкордии, датарий Его Святейшества (Папская область);
- Маттеус Шиннер, епископ Сьона (Швейцария);
- Бандинелло Саули, епископ Гераче и Оппидо (Папская область);
- Альфонсо Петруччи, избранный епископ Сованы (Папская область);
- Маттеус Ланг фон Велленбург, епископ Гурка (Священная Римская империя).